# Алвес, Мишель
Мише́ль А́лвес (порт. Michelle Alves; 19 сентября 1978, Лондрина, Бразилия) — бразильская фотомодель. В 2002 и 2003 годах принимала участие в показах «Victoria's Secret»

## Личная жизнь
Мишель замужем за бизнесменом Гайем Осири (род.1972). У супругов есть трое детей: сын Оливер Осири (род.2006), дочь Миа Осири (род.2009) и ещё один сын — Леви Осири (род.29.12.2011).